# لیسا ان
لیسا ان کورپورا (به انگلیسی: Lisa Ann) (زادهٔ ۹ مه ۱۹۷۲ در ایستون، پنسیلوانیا) بازیگر پورنوگرافی و مجری رادیو اهل ایالات متحده آمریکا است. او همچنین کارگردان و عامل استعدادیابی نیز هست. او محبوب‌ترین بازیگر زن پورنوگرافی در جهان است. لیسا به دلیل بازی در نقش سارا پیلین در شش فیلم‌بزرگسالان و چند موزیک‌ویدیو، اخطاریه‌هایی را دریافت کرده‌است. او از مفاخر تالارهای ای‌وی‌ان، ایکس‌آرسی‌او و اربن ایکس است.
او در سال ۱۹۹۴ به صنعت فیلم‌های بزرگسالان پیوست و در سال ۱۹۹۷ به دلیل ترس از ایدز در این حرفه، از صنعت پورن خارج شد. هرچند از سال ۲۰۰۶ این حرفه را ازسر گرفت. در سال ۲۰۰۸ در فیلم پورنو پیلینو کی می‌کنه؟، تولید شرکت هاستلر ویدیو حضور یافت و نقش «سارا پیلین»، نامزد حزب جمهوری‌خواه ایالات متحده آمریکا را به طنز بازی کرد، که در روز انتخابات منتشر شد.
فیلم "انقلاب میلف" به کارگردانی او در ۵ اوت ۲۰۱۳ اکران شد و برنده جایزه ای‌وی‌ان ۲۰۱۴ در دسته "بهترین فیلم میلف" شد. در دسامبر سال ۲۰۱۴ او شرکت مشاور به نام "Porn Stars Boot Camp" را راه‌اندازی کرد و همچنین بازنشستگی خود را از بازی در فیلم‌های پورنوگرافی اعلام کرد. او کمی پس از بازنشستگی، عمل کوچک‌سازی پستان را با هدف بازگشتن به زندگی عادی انجام داد. ان چهار سال بعد بازگشت مجدد خود را به صنعت پورن اعلام کرد و قراردادی را با استودیو ایول انجل امضا کرد.
او در موزیک‌ویدیو امینم به نام ما تو رو ساختیم در نقش سارا پیلین ایفای نقش کرد. در سال ۲۰۱۳ در بازی کامپیوتری GTA V در نقش یک دختر، صداپیشگی کرد. او در قسمت ۷ از فصل سوم (با عنوان بازی بینهایت) سریال میلیاردها تولید شبکه شوتایم همراه با ریونس و کوری چیس ایفای نقش کرد.

## حرفه
ان در ایستون، پنسیلوانیا به دنیا آمد و بزرگ شد. در سال ۱۹۹۴ وارد صنعت پورن شد. اولین فیلم هاردکور او Flesh For Fantasy (به فارسی: گوشت برای هوس) نام داشت. در سال ۱۹۹۷ به دلیل ترس از ایدز در این صنعت، از حرفه پورن خارج شد و هفت سال آینده تنها مدل عکاسی برهنه بود. او در سال ۲۰۰۶ به درخواست سوز رندال مدل یک عکس برهنه پسر-دختر شد و پس‌ازآن تصمیم گرفت به کار خود در صنعت پورن ادامه دهد. اولین عکس برهنه وی پس‌از بازگشت به حرفه پورن، همراه با کریستیان ایکس‌ایکس‌ایکس بود. او علاوه بر بازیگر، کارگردان، تهیه‌کننده و چهره‌پرداز (گریمور) نیز هست.
او مجری‌دوم جایزه ایکس‌آرسی‌او در آوریل سال ۲۰۱۰ بود. در دسامبر سال ۲۰۱۴ او بازنشستگی خود را برای بازی در فیلم‌های پورن در یک پست در فیس‌بوک خود اعلام کرد. او کماکان اجرای خود را در برنامه‌های وب‌کمی‌اش می‌داد. در ژانویه ۲۰۱۸ او بازگشت خودرا به صنعت پورن به عنوان بازیگر اعلام کرد. او قراردادی با استودیو ایول انجل امضا کرد و در ۴ فیلم بازی کرد.

### ایفای نقش سارا پیلین
در سال ۲۰۰۸، لیسا ان، نقش «سارا پیلین» نامزد معاونت ریاست‌جمهوری حزب جمهوری‌خواه در انتخابات ریاست جمهوری ۲۰۰۸ را در فیلم پیلینو کی می‌کنه؟، تولید شبکه شوتایم بازی کرد، که در روز انتخابات اکران شد. او برای یادگیری اطوار و اخلاق‌های سارا پیلین بسیار تمرین کرد. او همچنین برای تمرین، بازی‌های تینا فی را در نقش سارا پیلین مطالعه و تمرین کرد. او در چند فیلم دیگر نیز نقش سارا پیلین را بازی کرد. هاستلر همچنین در سال ۲۰۰۹ ماسک‌های هالووین از چهره لیسا، در نقش سارا پیلین ساخت و توزیع کرد. لیسا بار دیگر نقش پیلین را در موزیک‌ویدیو امینم به نام ما تو رو ساختیم بازی کرد. او همچنین این نقش را بارها در کلاب‌ها به صورت برهنه اجرا کرد. این اجراها بار دیگر نقش او را در صنعت پورن پررنگ‌تر کرد.

### کارگردانی
لیسا ان با کارگردانی فیلم "Hung XXX"، کار خود را در زمینه کارگردانی فیلم آغاز کرد که توسط جاستین اسلیر ۲۲ سپتامبر ۲۰۰۹ اکران شد. در ماه اوت ۲۰۱۳ او شرکت تهیه‌کنندگی خودش را تأسیس کرد و یک قرارداد با جولس جوردن برای توزیع بست. اولین فیلم وی به تهیه‌کنندگی این کمپانی، با نام "MILF Revolution" در ۵ اوت سال ۵ توزیع شد. این فیلم در سال ۲۰۱۴ برنده جایزه ای‌وی‌ان برای «بهترین فیلم میلف» شد.

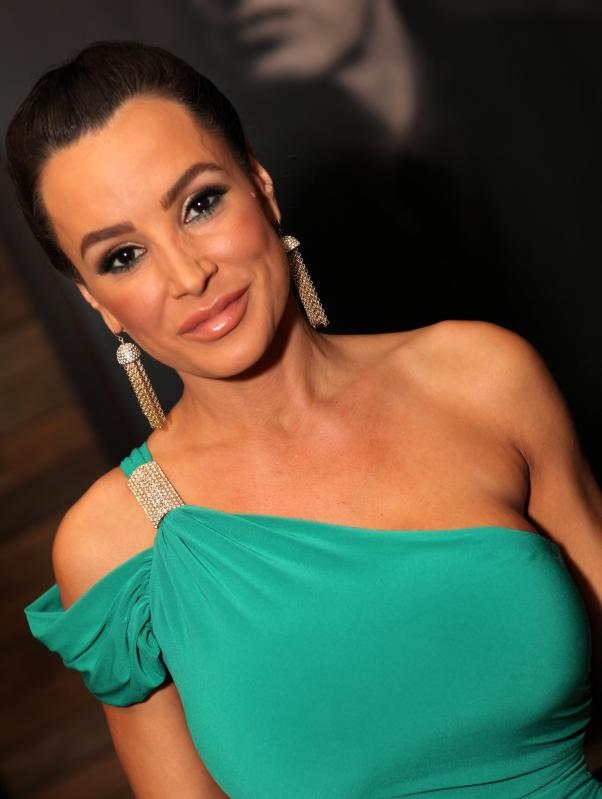
در ۲۰۱۳
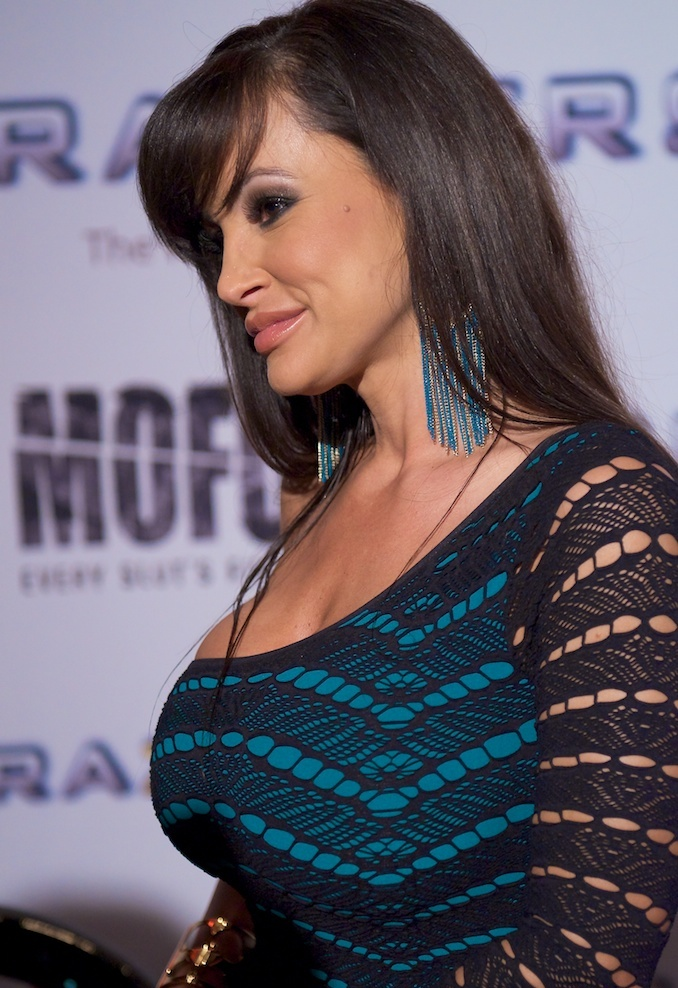
در ۲۰۱۲
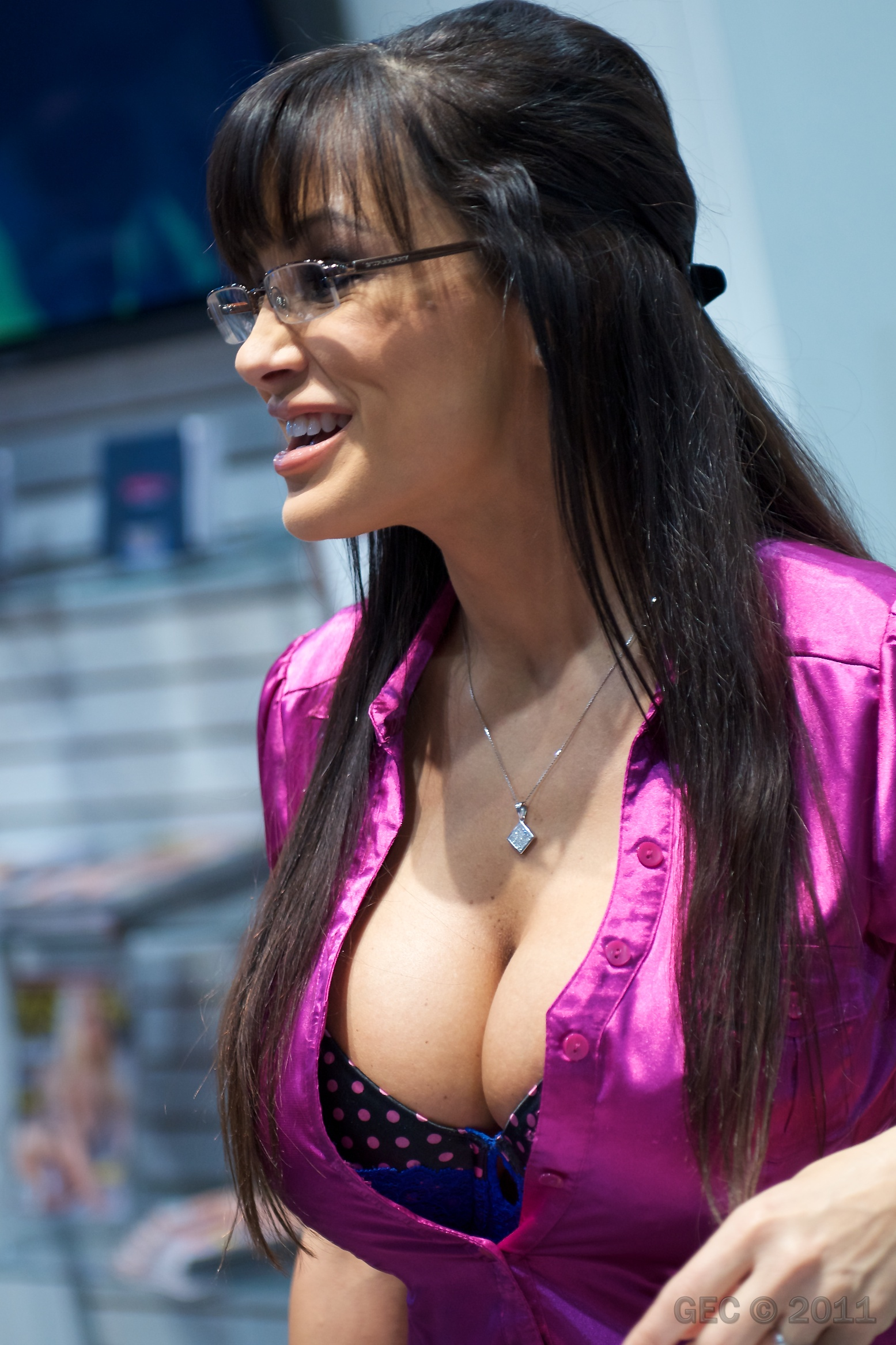
در ۲۰۱۱
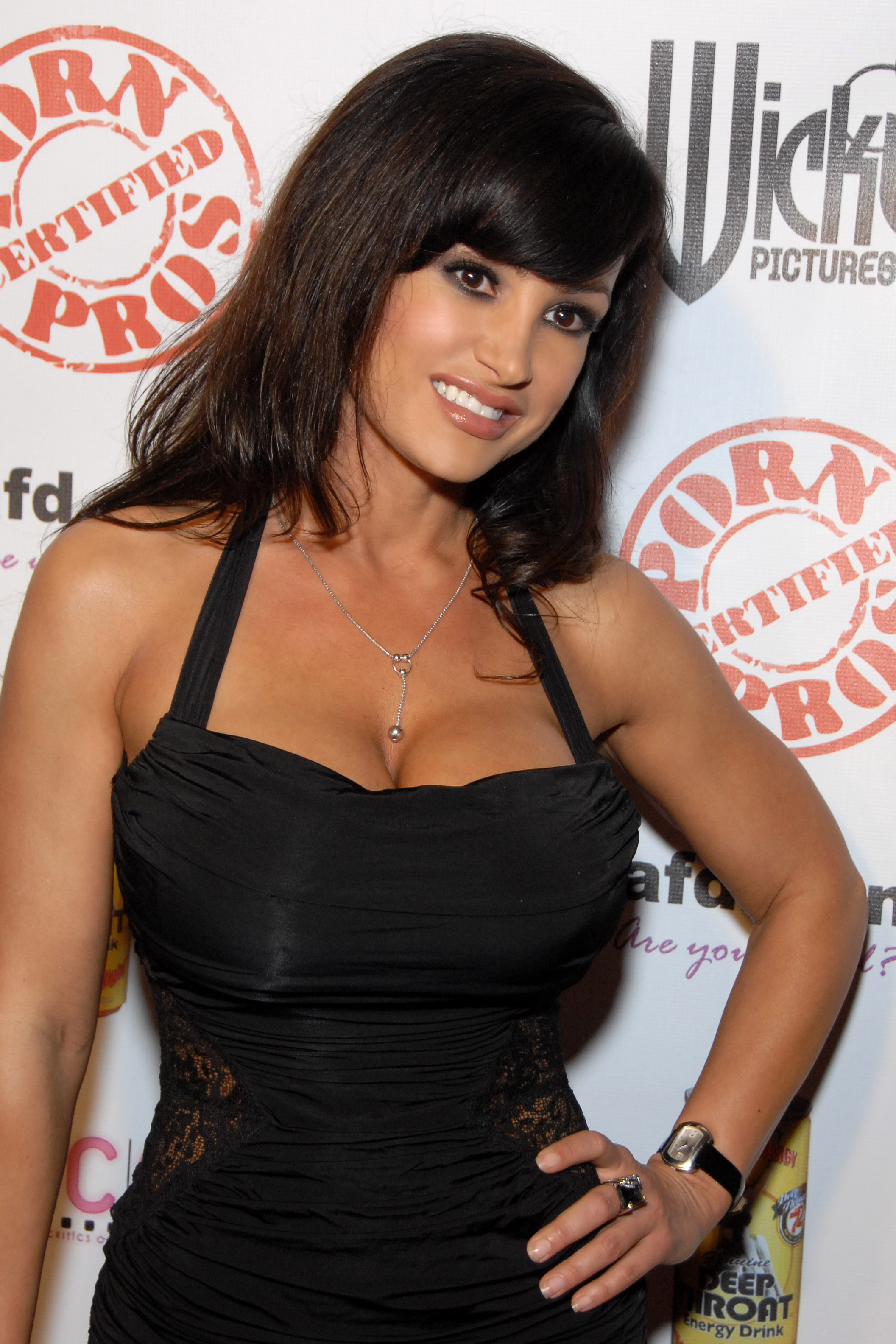
در ۲۰۰۹

## زندگی شخصی
ان پانزده سال در ساحل هانتینگتون بیچ، کالیفرنیا زندگی کرده‌است.
او یک سال نیز در بوکا راتون، فلوریدا، فلوریدا زندگی می‌کرد.